# Кафр-Лаха
Кафр-Лаха (араб. كفرلاها‎) — город на западе Сирии, расположенный на территории мухафазы Хомс. Входит в состав района Телль-Ду. Является центром одноимённой нахии.

## Географическое положение
Город находится в северо-западной части мухафазы, к западу от реки Эль-Аси, на высоте 370 метров над уровнем моря.

Кафр-Лаха расположена на расстоянии приблизительно 21 километра (по прямой) к северо-западу от Хомса, административного центра провинции и на расстоянии 148 километров к северо-северо-востоку (NNE) от Дамаска, столицы страны.

## Население
По данным официальной переписи 2004 года численность населения города составляла 20 041 человек (10 249 мужчин и 9792 женщины). Насчитывалось 3565 домохозяйств. В конфессиональном составе населения исторически преобладали сунниты.

## Транспорт
Ближайший гражданский аэропорт — Международный аэропорт имени Басиля Аль-Асада.